# Katastrofa Mi-26 w bazie Chankała
Katastrofa Mi-26 w bazie Chankała – katastrofa, która miała miejsce w bazie Chankała koło Groznego 19 sierpnia 2002 roku i w której zginęło 118 osób. Rosyjski śmigłowiec Mi-26 ze 147 ludźmi na pokładzie został zestrzelony przez czeczeńskich separatystów podczas podchodzenia do lądowania.

## Śmigłowiec
Śmigłowiec Mi-26 zestrzelony nad rosyjską bazą miał przewieźć żołnierzy Gwardyjskiej 20 Dywizji Piechoty Zmotoryzowanej z Mozdoka w Północnej Osetii do bazy Chankała pod Groznym w Czeczenii. Dowódcą załogi śmigłowca był major Oleg Batanow, a śmigłowiec przechodził niedawno remont.

## Przebieg lotu
Powszechną choć zakazaną praktyką w rosyjskich siłach zbrojnych było przewożenie na pokładach śmigłowców wojskowych cywilnych pasażerów. Taka sytuacja miała również miejsce 19 sierpnia w Mozdoku, kiedy to po wejściu na pokład żołnierzy do śmigłowca dostali się również cywile chcący szybko dotrzeć do Groznego. Dowódca lotu uznał, że choć śmigłowiec może przewozić 80 ludzi, a na pokładzie znalazło się ich aż 147, to do osiągnięcia maksymalnego udźwigu maszyny wynoszącego 20 ton brakowało ich jeszcze 5. Po starcie śmigłowiec w eskorcie śmigłowca Mi-24 poleciał w stronę Groznego. Podczas podchodzenia do lądowania, na wysokości około 30 metrów, Mi-26 został trafiony rakietą przeciwlotniczą w prawy silnik. Wybuchł pożar i nastąpił gwałtowny spadek siły nośnej wirnika. W momencie uderzenia rakiety śmigłowiec znajdował się kilkaset metrów od płyty lotniska, niemożliwe było jednak wykonanie lądowania autorotacyjnego, aby wykonać taki manewr śmigłowiec powinien być na wysokości co najmniej 100 metrów. Po chwili zaczął przerywać przeciążony lewy silnik maszyny, a pożar uszkodził system sterowania śmigłowca. Bezwładny śmigłowiec z zadartym w górę dziobem uderzył częścią ogonową w ziemię. Do ładowni śmigłowca na pasażerów, spadły wyrwane z zamocowań silniki oraz zbiorniki, z których zaczęło wylewać się paliwo. Śmigłowiec spadł na pole minowe otaczające bazę w Chankale, jedna z min wybuchła podczas katastrofy. Śmigłowiec ogarnął pożar, załoga śmigłowca wydostała się z kabiny poprzez luk w podłodze. W akcji ratunkowej udało się ocalić 31 pasażerów, z których jeszcze dwoje zmarło w szpitalu, ze 147 ludzi na pokładzie Mi-26 w sumie zginęło 118, w tym kilkoro dzieci.

## Przyczyny katastrofy
Przyczyną katastrofy była rakieta wystrzelona przez czeczeńskich bojowników z przenośnej ręcznej wyrzutni rakiet przeciwlotniczych Strieła 2M lub Igła. Pustą wyrzutnię Strieły znaleziono w pobliżu bazy. Oficjalna przyczyna była podawana w wątpliwość, jednak było to podyktowane niechęcią oficjalnych służb do przyznania, że w kontrolowanej przez Siły Federacji Rosyjskiej Czeczenii mogło dojść do tak spektakularnej akcji czeczeńskich separatystów.

## Konsekwencje
Konsekwencją katastrofy była dymisja dowódcy lotnictwa wojsk lądowych generała Witalija Pawłowa. Ówczesny minister obrony wydał kolejny rozkaz zabraniający przewożenia cywilnych pasażerów na pokładach wojskowych śmigłowców transportowych.